# På livets ödesvägar
På livets ödesvägar är en svensk dramafilm från 1913 i regi av Mauritz Stiller. 

## Om filmen
Filmen premiärvisades 6 oktober 1913 på biograf Cosmorama i Göteborg. Filmen spelades in vid Svenska Biografteaterns ateljé på Lidingö med exteriörer från hamnen i Dalarö och Lidingö kyrka av Julius Jaenzon. Som förlaga har man Emilie Flygare-Carlén roman Rosen på Tistelön som utgavs 1842. 

## Rollista (i urval)
- Carlo Wieth – Benjamin Green, fiskarson
- Clara Pontoppidan – Eleonore Renskiöld
- Emil Bergendorff – Arthur Renskiöld, godsägare, hennes far
- Jenny Tschernichin-Larsson – Hennes mor
- William Larsson – Green, fiskare, Benjamins far
- Stina Berg – Benjamins mor
- Erik A. Petschler – Johnstone junior
- Richard Lund – Kapten på Klarks lustjakt
- Harry Bergvall – Matros på lustjakten
- Nils Elffors – Matros på lustjakten
- Agda Helin – Matros på lustjakten